# Campeonato Europeo de Judo de 1988
El XXXVI Campeonato Europeo de Judo se celebró en Pamplona (España) entre el 19 y el 22 de mayo de 1988 bajo la organización de la Unión Europea de Judo (EJU) y la Real Federación Española de Judo. 
Las competiciones se realizaron en el Polideportivo Arrosadía de la capital navarra.

## Medallistas

### Masculino
| Evento            | Oro                            | Plata                         | Bronce                                                          |
| ----------------- | ------------------------------ | ----------------------------- | --------------------------------------------------------------- |
| –60 kg            | Amiran Totikashvili URSS       | Patrick Roux Francia          | Neil Eckersley · Reino Unido · Carlos Sotillo Martínez · España |
| –65 kg            | Bruno Carabetta Francia        | Guido Schumacher RFA          | Udo Quellmalz RDA Serguei Kosmynin URSS                         |
| –71 kg            | Joaquín Ruiz Llorente · España | Sven Loll RDA                 | Krzysztof Kamiński · Polonia · Hans Engelmeier · RFA            |
| –78 kg            | Bashir Varayev URSS            | Frank Wieneke RFA             | Pascal Tayot · Francia · Peter Reiter · Austria                 |
| –86 kg            | Fabien Canu Francia            | Densign White Reino Unido     | Ben Spijkers · Países Bajos · Peter Seisenbacher · Austria      |
| –95 kg            | Jiří Sosna Checoslovaquia      | Yevgueni Pechurov URSS        | Marko Valev · Bulgaria · Robert Van de Walle · Bélgica          |
| +95 kg            | Grigori Verichev URSS          | Alexander von der Groeben RFA | Dimitar Zaprianov Bulgaria Henry Stöhr RDA                      |
| Categoría abierta | Elvis Gordon Reino Unido       | Akaki Kibordzalidze URSS      | László Tolnai · Hungría · Damian Stoikov · Bulgaria             |

### Femenino
| Evento            | Oro                              | Plata                                   | Bronce                                                     |
| ----------------- | -------------------------------- | --------------------------------------- | ---------------------------------------------------------- |
| –48 kg            | Jessica Gal · Países Bajos       | Katalin Parragh · Hungría               | Martine Dupond · Francia · Dolores Veguillas Díaz · España |
| –52 kg            | Alessandra Giungi · Italia       | Jaana Ronkainen · Finlandia             | Joanna Majdan · Polonia · Dominique Maaoui-Brun · Francia  |
| –56 kg            | Cathérine Arnaud Francia         | Miriam Blasco Soto · España             | Jennifer Gal · Países Bajos · Gisela Hämmerling · Suiza    |
| –61 kg            | Diane Bell Reino Unido           | Begoña Gómez Martín · España            | Frauke Eickhoff · RFA · Renate Lehner · Austria            |
| –66 kg            | Alexandra Schreiber RFA          | Emanuela Pierantozzi · Italia           | Brigitte Deydier · Francia · Roswitha Hartl · Austria      |
| –72 kg            | Ingrid Berghmans · Bélgica       | Isabel Cortavitarte Mediavilla · España | Laëtitia Meignan · Francia · Elisabeth Karlsson · Suecia   |
| +72 kg            | Angelique Seriese · Países Bajos | Isabelle Paque Francia                  | Karin Kutz RFA Sharon Lee Reino Unido                      |
| Categoría abierta | Ingrid Berghmans · Bélgica       | Emmanuelle Mikula Francia               | Tsvetana Bozhilova · Bulgaria · Beata Maksymow · Polonia   |

## Medallero
| Núm. | País           | Oro | Plata | Bronce | Total |
| ---- | -------------- | --- | ----- | ------ | ----- |
| 1    | Francia        | 3   | 3     | 5      | 11    |
| 2    | URSS           | 3   | 2     | 1      | 6     |
| 3    | Reino Unido    | 2   | 1     | 2      | 5     |
| 4    | Países Bajos   | 2   | 0     | 2      | 4     |
| 5    | Bélgica        | 2   | 0     | 1      | 3     |
| 6    | RFA            | 1   | 3     | 3      | 7     |
| 7    | España         | 1   | 3     | 2      | 6     |
| 8    | Italia         | 1   | 1     | 0      | 2     |
| 9    | Checoslovaquia | 1   | 0     | 0      | 1     |
| 10   | RDA            | 0   | 1     | 2      | 3     |
| 11   | Hungría        | 0   | 1     | 1      | 2     |
| 12   | Finlandia      | 0   | 1     | 0      | 1     |
| 13   | Austria        | 0   | 0     | 4      | 4     |
| 14   | Bulgaria       | 0   | 0     | 4      | 4     |
| 15   | Polonia        | 0   | 0     | 3      | 3     |
| 16   | Suecia         | 0   | 0     | 1      | 1     |
| 16   | Suiza          | 0   | 0     | 1      | 1     |
|      | TOTAL          | 16  | 16    | 32     | 64    |